# Kirkton of Collace

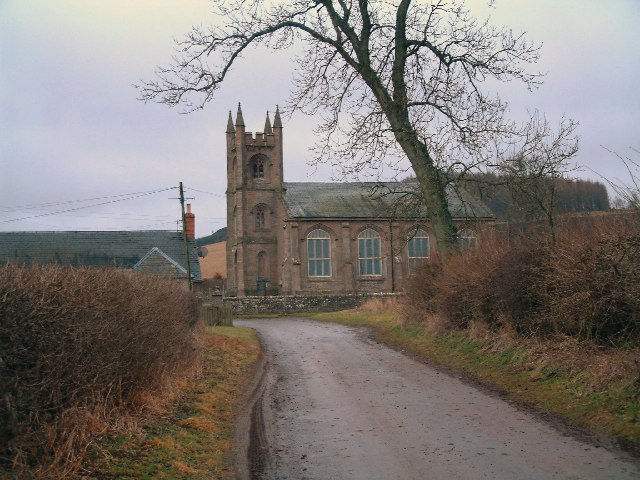
Ortseinfahrt aus Richtung Kinrossie

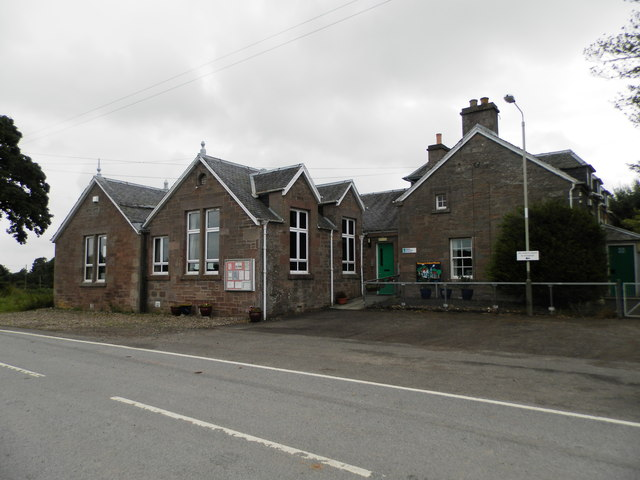
Grundschule im Ort

Kirkton of Collace ist eine kleine Ortschaft, die im Norden von Schottland nordöstlich von Perth in der Council Area Perth and Kinross liegt. Im Rahmen der historischen Gliederung Schottlands in Civil Parishes bildet es den Hauptort von Collace, das zu Perthshire gehörte.

## Geographie
Kirkton of Collace liegt in einem dünn besiedelten und durch Landwirtschaft geprägten Umland. Während es nördlich und westlich flach ist, findet sich in östlicher Richtung der Hang des, zur Hügelkette der Sidlaws zählenden, 310 Meter hohen Dunsinane Hills. Perth liegt etwa 10 Kilometer entfernt. Kleinere Ortschaften in der Nähe sind Kinrossie im Nordwesten, Saucher im Norden, Collace im Nordosten sowie Bandirran im Südosten.

## Historisch Bedeutsames
In Kirkton of Collace finden sich vier Bauwerke, die als Listed Building der Kategorie B unter Denkmalschutz stehen. Es sind die Kirche Collace Parish Church, der angrenzende Friedhof, sowie die, in ihm stehenden Begräbnisstätten Nairne Mausoleum und das Morthouse.